# Spalice
Spalice – wieś w Polsce położona w województwie dolnośląskim, w powiecie oleśnickim, w gminie Oleśnica.

## Podział administracyjny
W latach 1975–1998 miejscowość administracyjnie należała do województwa wrocławskiego.

## Demografia[4]
| Rok  | Liczba ludności | Liczba mieszkań | Powierzchnia użytkowa mieszkań ogółem (w m²) |
| ---- | --------------- | --------------- | -------------------------------------------- |
| 1998 | 384             | 93              | 6 523                                        |
| 2002 | 472             | 122             | 12 640                                       |
| 2009 | 543             | –               | –                                            |
| 2011 | 609             | –               | –                                            |
| 2021 | 1040            | –               | –                                            |